# María Pía Fernández
María Pía Fernández Moreira (Trinidad, 1º aprile 1995) è una mezzofondista uruguaiana.

## Biografia
Nata nel dipartimento di Flores, Fernández ha debuttato nel 2012 e subito si è distinta stabilendo nuovi record nazionali nel mezzofondo, migliorati successivamente di anno in anno. Ha riscontrato successo soprattutto nei 1500 metri piani in molte competizioni coinvolgenti l'America Latina come i Campionati sudamericani, i Campionati ibero-americani e i Giochi sudamericani. Nel 2019, ha debuttato al suo primo Mondiale a Doha,, dopo essere stata ad un passo dal podio nel corso delle Universiadi di Napoli.

## Palmarès
| Anno | Manifestazione                   | Sede              | Evento         | Risultato | Prestazione | Note                                     |
| ---- | -------------------------------- | ----------------- | -------------- | --------- | ----------- | ---------------------------------------- |
| 2012 | Campionati sudamericani U18      | Mendoza           | 800 m piani    | Argento   | 2'13"64     |                                          |
| 2013 | Campionati sudamericani juniores | Medellín          | 800 m piani    | 4ª        | 2'10"37     |                                          |
| 2013 | Campionati sudamericani juniores | Medellín          | 1500 m piani   | 4ª        | 4'41"05     |                                          |
| 2013 | Campionati sudamericani juniores | Resistencia       | 800 m piani    | Argento   | 2'14"61     |                                          |
| 2014 | Giochi sudamericani              | Santiago del Cile | 800 m piani    | 4ª        | 2'08"62     | Miglior prestazione personale stagionale |
| 2014 | Mondiali juniores                | Eugene            | 800 m piani    | Batteria  | 2'10"97     |                                          |
| 2014 | Campionati sudamericani U23      | Montevideo        | 800 m piani    | Bronzo    | 2'09"89     |                                          |
| 2014 | Campionati sudamericani U23      | Montevideo        | 1500 m piani   | 5ª        | 4'35"85     |                                          |
| 2015 | Campionati sudamericani          | Lima              | 1500 m piani   | Bronzo    | 4'19"37     |                                          |
| 2015 | Giochi panamericani              | Toronto           | 1500 m piani   | 11ª       | 4'27"17     |                                          |
| 2016 | Campionati ibero-americani       | Rio de Janeiro    | 1500 m piani   | Bronzo    | 4'12"61     |                                          |
| 2016 | Campionati sudamericani U23      | Lima              | 800 m piani    | Oro       | 2'08"83     |                                          |
| 2016 | Campionati sudamericani U23      | Lima              | 1500 m piani   | Oro       | 4'24"51     |                                          |
| 2017 | Campionati sudamericani          | Asunción          | 1500 m piani   | 4ª        | 4'23"50     |                                          |
| 2018 | Giochi sudamericani              | Cochabamba        | 800 m piani    | Bronzo    | 2'17"16     |                                          |
| 2018 | Giochi sudamericani              | Cochabamba        | 1500 m piani   | Argento   | 4'30"56     |                                          |
| 2018 | Campionati ibero-americani       | Trujillo          | 1500 m piani   | Argento   | 4'18"65     |                                          |
| 2018 | Campionati ibero-americani       | Trujillo          | 3000 m piani   | Oro       | 9'16"16     |                                          |
| 2019 | Campionati sudamericani          | Lima              | 1500 m piani   | Oro       | 4'27"44     |                                          |
| 2019 | Universiadi                      | Napoli            | 1500 m piani   | 4ª        | 4'12"62     | Miglior prestazione personale stagionale |
| 2019 | Giochi panamericani              | Lima              | 1500 m piani   | 5ª        | 4'10"93     | Miglior prestazione personale            |
| 2019 | Mondiali                         | Doha              | 1500 m piani   | Batteria  | 4'09"45     |                                          |
| 2019 | Giochi mondiali militari         | Wuhan             | 1500 m piani   | 4ª        | 4'27"78     |                                          |
| 2020 | Campionati sudamericani indoor   | Cochabamba        | 1500 m piani   | Oro       | 4'31"03     |                                          |
| 2020 | Campionati sudamericani indoor   | Cochabamba        | 3000 m piani   | dnf       | dnf         |                                          |
| 2021 | Campionati sudamericani          | Guayaquil         | 1500 m piani   | Argento   | 4'15"27     |                                          |
| 2021 | Giochi olimpici                  | Tokyo             | 1500 m piani   | Batteria  | 4'59"36     |                                          |
| 2022 | Giochi sudamericani              | Asunción          | 1500 m piani   | 8ª        | 4'30"08     |                                          |
| 2023 | Mondiali di cross                | Bathurst          | Corsa seniores | 76ª       | 43'53       |                                          |
| 2023 | Campionati sudamericani          | San Paolo         | 1500 m piani   | Bronzo    | 4'16"78     |                                          |
| 2023 | Mondiali corsa su strada         | Riga              | Miglio         | 19ª       | 4'45"81     | Record nazionale                         |
| 2023 | Giochi panamericani              | Santiago          | 1500 m piani   | 6ª        | 4'15"20     |                                          |
| 2024 | Mondiali indoor                  | Glasgow           | 1500 m piani   | Batteria  | 4'17"77     | Record nazionale                         |
| 2024 | Giochi olimpici                  | Parigi            | 1500 m piani   | Batteria  | 4'19"30     |                                          |
| 2025 | Mondiali indoor                  | Nanchino          | 1500 m piani   | Batteria  | 4'21"39     | Miglior prestazione personale stagionale |
| 2025 | Campionati sudamericani          | Mar del Plata     | 1500 m piani   | Argento   | 4'28"27     |                                          |

## Campionati nazionali
2011
- Oro ai campionati uruguaiani, 800 m piani - 2'25"96

2012
- Oro ai campionati uruguaiani, 800 m piani - 2'17"43

2014
- Oro ai campionati uruguaiani, 1500 m piani - 4'37"25
- Oro ai campionati uruguaiani, 800 m piani - 2'14"24

2015
- Oro ai campionati uruguaiani, 1500 m piani - 4'28'01"
- Argento ai campionati uruguaiani, 800 m piani - 2'08"05

2017
- Oro ai campionati uruguaiani, 1500 m piani - 4'32"92
- Oro ai campionati uruguaiani, 800 m piani - 2'11"53

2018
- Oro ai campionati uruguaiani, 3000 m siepi - 10'48"13
- Oro ai campionati uruguaiani, 1500 m piani - 4'57"13

2019
- Oro ai campionati uruguaiani, 1500 m piani - 4'24"21

2020
- Oro ai campionati uruguaiani, 1500 m piani - 4'18"31

2021
- Oro ai campionati uruguaiani, 1500 m piani - 4'14"29

2022
- Oro ai campionati uruguaiani, 1500 m piani - 4'18"15

2023
- Bronzo ai campionati uruguaiani di 10 km su strada - 37'13"

2024
- Oro ai campionati uruguaiani - 1500 m piani - 4'14"41

2025
- Oro ai campionati uruguaiani - 1500 m piani - 4'19"54

## Altre competizioni internazionali
2020
- Bronzo alla Corrida Internacional de San Fernando ( Uruguay), 10 km - 35'44"

2024
- 11ª all'Herculis ( Monaco), 2000 m piani - 5'50"21
- 8ª al Meeting de Atletismo Madrid ( Madrdid), 1500 m piani - 4'09"53